# Foucherolles
Foucherolles település Franciaországban, Loiret megyében. Lakosainak száma 303 fő (2022. január 1.). Foucherolles Domats, Bazoches-sur-le-Betz, Ervauville és Saint-Hilaire-les-Andrésis községekkel határos.

## Népesség
A település népességének változása:
| Lakosok száma | 45   | 74   | 90   | 258  | 311  | 298  | 278  | 273  | 270  | 303  |
|               | 1968 | 1982 | 1990 | 2006 | 2013 | 2015 | 2017 | 2019 | 2020 | 2022 |